# Insane
Insane (estilizado como inSANE) é um jogo eletrônico de survival horror cancelado que era produzido pela Volition e que continha a colaboração do diretor Guillermo del Toro. Seria lançado para Microsoft Windows, PlayStation 3 e Xbox 360 em 2013. A intenção era que este fosse o primeiro capitulo de uma trilogia de jogos.

## Ligações Externas
«Sítio oficial» (em inglês)